# Yanni
Yiannis, (nascido Yiannis Chrysomallis, Grego: Γιάννης Χρυσομάλλης, Calamata, Grécia, 14 de novembro de 1954) é um músico, tecladista e compositor grego.

## Biografia
Os pais de Yanni Chrysomallis eram artistas e fãs de música clássica. Filho de uma cantora e de um violonista, Yanni cresceu ouvindo Beethoven, Mozart, Chopin, Stravinsky e outros grandes nomes da música erudita. Estas acabaram se tornando as maiores influências de sua carreira como tecladista e compositor de um estilo que ele prefere chamar de instrumental contemporânea.
Apesar de sempre ter sido um amante de música, Yanni passou a infância e adolescência dedicando-se à natação, e aos 14 anos já havia batido recordes na Grécia como nadador.
Aos 18 anos, mudou-se para os Estados Unidos, onde cursou psicologia na Universidade de Minnesota por três anos e meio. No entanto, ao terminar a faculdade, decidiu abandonar a carreira de psicólogo antes mesmo de a iniciar, resolvendo dedicar-se apenas à música. Aos 21 anos, Yanni aprendeu a tocar teclado sozinho e passou a fazer parte de uma banda de rock local intitulada Chameleon.
Alguns anos depois, decidiu mudar-se para Los Angeles com o baterista Charlie Adams, que conhecera na época do Chameleon, e começou a gravar as suas próprias composições pelo selo Private Music. Em 1986 lançou seu segundo álbum, Keys to Imagination.
A partir daí, não demorou muito para o teclista se estabelecer como um conceituado músico de estúdio, compositor de jingles e produtor. Pouco tempo depois, Yanni tornou-se um dos artistas mais vendidos do selo Private Music.
Considerado um dos nomes de maior destaque no segmento instrumental, a fama de Yanni aumentou a partir do seu relacionamento com a actriz americana Linda Evans, no início da década de 1990. Por ser muito popular nos Estados Unidos na época, Evans foi a maior responsável pelo grande interesse da mídia pelo tecladista.[carece de fontes?] Eles tiveram um relacionamento de amor que durou nove anos.
Por ser autodidacta, Yanni não sabe ler ou escrever músicas do modo tradicional. Ao invés disso, inventou uma maneira própria de compor ainda na infância e continua criando suas músicas usando a mesma técnica até hoje, depois de quase vinte anos de carreira e mais de vinte e dois discos.[carece de fontes?] As composições de Yanni também ficaram famosas nos Estados Unidos após terem sido usadas em programas de televisão e na abertura dos Jogos Olímpicos.

## Autobiografia
Em 2003, Yanni lançou sua autobiografia com a co-autoria de David Resin. No livro, o músico relata suas memórias, partindo da primeira infância na Grécia, o início do aprendizado de piano, o amor de seu pai, considerado por ele uma lição para toda vida. Avança para sua mudança para os Estados Unidos, seus estudos em Minnesota e o seu relacionamento de anos com a atriz Linda Evans. Ao tratar do sucesso que sua música alcançou em todo o mundo, fala sobre os percalços que enfrentou, a depressão que o ameaçou por algumas vezes e do seu empenho para não rotular de new age a música que produz. O lançamento do livro coincidiu com o lançamento do seu 13° álbum, o Ethnicity, e foi considerado um best seller pelo New York Times.

## Apresentações no Brasil
No ano de 2010, Yanni veio pela primeira vez à América do Sul. Passando pelo Chile, Argentina e Brasil, onde se apaixonou completamente pelo público. Foram shows com ingressos esgotados. Dessa experiência o próprio Yanni disse em entrevista que se surpreendeu com o show no Rio de Janeiro, quando o público se levantou e ficou em pé em frente ao palco. Fez apenas três apresentações em solo brasileiro (duas em São Paulo e uma no Rio de Janeiro)
No ano de 2012 aconteceram oito shows no Brasil, Porto Alegre, Curitiba, São Paulo, Belo Horizonte, Brasília e Rio de Janeiro, com ingressos esgotados assim como em 2010.

## Discografia
- 1984 Optimystique
- 1986 Keys to Imagination
- 1987 Out of Silence
- 1988 Chameleon Days
- 1989 Niki Nana
- 1990 Reflections of Passion
- 1991 In Celebration of Life
- 1992 Dare to Dream
- 1993 In My Time
- 2000 If I Could Tell You
- 2003 Ethnicity
- 2009 Yanni Voices (ou Yanni Voces na verão em espanhol)
- 2010 Yanni Mexicanisimo (ou My Passion for Mexico na versão em inglês)
- 2011 Truth of Touch
- 2014 Inspirato
- 2016 Sensuous Chill